# Joseph Hungbo
Joseph Oluwagbemiga Mayowa W. Hungbo (sinh ngày 15 tháng 1 năm 2000) là một cầu thủ bóng đá người Anh thi đấu ở vị trí tiền vệ cánh cho Watford.

## Sự nghiệp
Hungbo khởi đầu sự nghiệp ở hệ thống trẻ tại Crystal Palace, đạt danh hiệu cầu thủ U-16 xuất sắc nhất năm và làm đội trưởng cả đội U-18. Năm 2018, Hungbo kí hợp đồng chuyên nghiệp đầu tiên với câu lạc bộ, trước khi được cho mượn đến Margate vào tháng 1 năm 2019. Vào tháng 7 năm 2019, Hungbo kí hợp đồng với Watford. Ngày 4 tháng 12 năm 2019, sau thành tích ấn tượng tại U-23 Watford, Hungbo cùng với đội một đến làm khách tại vòng đấu Premier League trước Leicester City. Ngày 23 tháng 1 năm 2020, Hungbo có màn ra mắt cho Watford với thất bại 2-1 tại trận đá lại vòng Ba Cúp FA trước Tranmere Rovers.

## Thống kê sự nghiệp

### Câu lạc bộ
Tính đến trận đấu diễn ra ngày 23 tháng 1 năm 2020.
| Câu lạc bộ          | Mùa giải            | Giải quốc nội       | Giải quốc nội | Giải quốc nội | Cúp FA  | Cúp FA    | League Cup | League Cup | Khác    | Khác      | Tổng    | Tổng      |
| Câu lạc bộ          | Mùa giải            | Hạng đấu            | Số trận       | Bàn thắng     | Số trận | Bàn thắng | Số trận    | Bàn thắng  | Số trận | Bàn thắng | Số trận | Bàn thắng |
| ------------------- | ------------------- | ------------------- | ------------- | ------------- | ------- | --------- | ---------- | ---------- | ------- | --------- | ------- | --------- |
| Watford             | 2019-20 2019-20     | Premier League      | 0             | 0             | 1       | 0         | 0          | 0          | 0       | 0         | 1       | 0         |
| Tổng cộng sự nghiệp | Tổng cộng sự nghiệp | Tổng cộng sự nghiệp | 0             | 0             | 1       | 0         | 0          | 0          | 0       | 0         | 1       | 0         |

Notes